# Джон Гілл (скелелаз)
Джон Гілл (нар. 16 лютого 1937) - американський математик, що здобув визнання у скелелазінні.  Серед скелелазів він вважається Батьком сучасного боулдерінгу. 

## Раннє життя та професійна кар’єра
У дитинстві Гілл жив у кількох південних містах, включаючи Атланту (штат Джорджія), де він закінчив Басську середню школу в 1954 році та навчався у Технологічному інституті Джорджії у 1954–1956. Він закінчив університет Джорджії зі ступенем в математиці в 1958 році та вступив на службу до повітряних сил США молодшим лейтенантом. Він відвідував спеціальну програму по метеорології для випускників у Чиказькому університеті 1958-1959 рр., після чого отримав призначення в AFB Глазго (штат Монтана), де ніс службу до 1962 року. Він звільнився  резерву Повітряних сил США в рангу капітана кілька років по тому. Після здобуття ступеня магістра математики в університеті Алабами в 1964 році Гілл працював викладачем в Мюррейському державному університеті 1964-1967. У 1967 році він поступив в аспірантуру Університету штату Колорадо, а в 1971 році отримав ступінь доктора філософії в галузі класичного комплексного аналізу. Керівником його дисертації, присвяченої трансформаціям Мебіуса, був Арн Магнус.  У 2000 році Гілл вийшов на пенсію з позиції професора математики Університету Південного Колорадо. Протягом своєї кар'єри лектора він написав і опублікував приблизно тридцять авторських науково-дослідних робіт в аналітичній теорії продовжених дробів та суміжних темах. Він також започаткував невеликий математичний журнал під назвою "Комунікації в аналітичній теорії безперервних дробів" разом з Джоном Маккабі з університету Сент-Ендрюс. 

## Сучасний боулдерінг: магнезія, динамічні рухи, спосіб життя

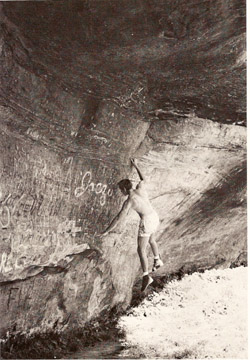
Джон Гілл на дінамічному перехваті у Pennyrile Forest, штат Кентуккі, у середині 1960-х.

Джон Гілл почав займатися альпінізмом та скелелазінням в 1953 році, лазячи, як це було прийнято в ті часи, на своїх точках. Проте, вже в середині 50-х років він почав спеціалізуватися на дуже коротких, акробатичних маршрутах на відслоненнях і валунах, проходячи боулдери, які були набагато складніші за існуючи в 1950-х та на початку 1960-х років. Маючи гімнастичний досвід, він уявляв скелелазіння як продовження гімнастики, а не пішохідного туризму чи альпінізму. В середині 50-х років він почав використовувати гімнастичну магнезію, ховаючи шмат її в кишеню штанів. Інші скелелазі впізнавали його маршрути по характерним білим слідам від магнезії. Пізніше магнезію стали використовувати скелелази по всьому світу. Одночасно він почав робити контрольовані динамічні рухи (див. Dyno ), визнаючи їх однією з необхідних складових техніки лазіння. 
На стиль лазіння Гілла вплинули заняття гімнастикою. Він надавав перевагу формі та витонченості руху над простою ефективністю, наріжним каменем сучасного скелелазіння. Його пролази задокументовані у фільмі, знятому, коли йому було сорок ( Disciples of Gill, 2009), демонструють прямі лінії та мінімальний контакт зі скелею. Він віддав перевагу застосуванню сили і іноді уникав технічних рухів, таких як закладання п'яти, бо вважав це неестетичним. Підхід Гілла до боулдерінгу - художність нарівні з складністю - рідко наслідувався скелелазами його покоління і наступних, бо навіть сьогодні головним вважається пролаз, а його форма не має значення. Він також практикував боулдерінг як форму рухової медитації.
Безумовно, він не перший боулдерінгист. Серед його попередників є такі видатні фігури як Оскар Екенштейн (1859–1921) та П'єр Аллайн (1904–2000). Проте, Гілл був, мабуть, першим альпіністом-скелелазом, який спеціалізувався на боулдерінгу та відстоював його як окремий вид спорту. Його зосередженість на лазінні боулдерингів та встановлений їм високий рівень складності надихнули низку традиційних альпіністів більш серйозно ставитися до боулдерінгу, який здебільшого вважався лише тренуванням для більш тривалих сходжень. 
" ... використання магнезії та дінамічне лазіння ознаменували початок сучасного скелелазіння в Америці ". 

## Ранні проходження
У Тетонах, в 1958 році, Джон Гілл пройшов короткий маршрут на Baxter's Pinnacle, що оцінюється 5b-5c ще до введення формальних категорій складності. Це один з перших подібних маршрутів в Америці. До кінця 50-х років Гілл досяг рівня, що наразі вважався би 7с на кількох боулдерінгових проблемах з обмеженнями. (Пізніше він заявив, що, ймовірно, ніколи не дійшов до рівня лазіння 8а ). 
Два його боулдери на Червоному Хресті в Тетонах — 7b в 1957 році і 7c в 1959 році, — встановили нові стандарти складності лазіння боулдерингу. Класикою сучасного скелелазіння вважається його маршрут Thimble 1961 року по нависанню невеликого гранітного шпиля на ім'я  (Needles Південної Дакоти), який він проліз без попереднього розкладу та без мотузки — 10 метрове фрі-соло 7а+-7b або хайболл 6b-6c. Ймовірно, це перше проходження такої категорії  Гілл проліз маршрут не маючи переваг сучасних скельників, що значно збільшує складність сходження. 
Джон Гілл отримав нагороду Американського альпійського клубу Роберта та Міріам Андерхілл в 2008 року  за видатні скелелазні досягнення. 

## Система оцінювання складності боулдерів
Джон Гілл в 1950-х роках запровадив одну з перших, якщо не першу, систему оцінювання складності боулдерингу, що не мала обмежуватися певним районом. Система (B1, B2, B3) мала два суб'єктивні рівні складності та один об'єктивний рівень, і вона визначалася на тогочасних та майбутніх стандартах лазіння. За двадцять років спортивне скелелазіння та конкуренція підірвали філософські основи трирівневої системи оцінювання, хоча окремі скелелази, такі як Джим Холлоуей, розробили власні трирівневі системи, схожі на систему оцінювання Гілла. Сьогодні B-система Gill рідко використовується, замість неї застосовуються відкрита шкала оцінювання складності маршрутів та боулдерів. 

## Гімнастика та силові вправи

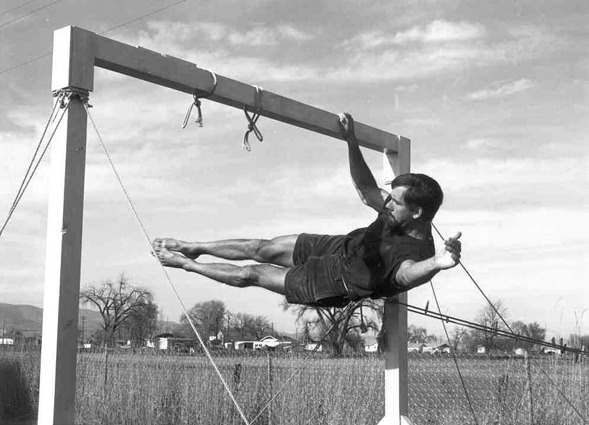
Джон Гілл виконуюєпередній вис на одній руці наприкінці 1960-х. Гілл відомий застосуванням гімнастики для скелелазіння.

Як гімнаст-любитель 1950-х, 6'2 "та 180 фунтів, Гілл спеціалізувався в змаганнях з лазіння по канату та вправах на кільцях. Він піднімався по 6-метровому канату за 3,4 секунди (із сидячого положення на підлозі, лише руки на канаті) та виконував низку складних вправ на кільцях, включаючи перевернуті та олімпійські хрести, махові вправи та повільний вихід з вису до стійки. Він також займався тим, що зараз називають фізичними вправами з власною вагою. Гілл міг підтягнутися сім раз на правій руці і п'ять раз на лівій, декілька підтягувань на одному пальці однієї руки, підтягуванню на одній руці, тримаючи в іншій дев'ять кілограмів, підтягуванню на одній руці на півдюймовому виступі та передньому вису на одній руці.
Гілл все ще любить робити відносно нескладні вправи з власною вагою.

## Історичні дослідження
Після закінчення скелелазної кар'єри Гілл декілька років присвятив вивченню витокам скелелазіння, особливо боулдеринга. Він також склав хроніку виконання найбільш видатних вправ з власною вагою, пов’язаних із скелелазінням, включаючи лазіння по канату. Ця інформація представлена на його вебсайті.

## Математичне дослідження - основні моменти
Гілл почав вивчати поведінку конвергенції нескінченних композицій складних функцій наприкінці 1960-х років, зосереджуючись на лінійних дробових перетвореннях. Встановивши достатні умови для конвергенції в параболічних та еліптичних випадках, він відкрив спосіб прискорити конвергенцію граничних періодичних тривалих дробів, використовуючи  нерухому точку,   тоді спосіб аналітично продовжити певні ланцюгові дроби з використанням відштовхувальної нерухомої точки.   Він розробив початкову теорію про конвергенцію більш загальних нескінченних композицій, що задовольняють умовам контракту,  приводячи до статті Л. Лоренцен, що описує конвергенцію послідовностей прямих (або правильних чи внутрішніх) композицій аналітичних функцій, що рівномірно стискаються до компактних підмножин.  Потім Гілл розробив аналогічну теорію для лівих (відсталих або зовнішніх) композицій аналітичних функцій у подібних гіпотезах. 

### Вибрані публікації
1. ↑  J. Gill, "Infinite Compositions of Möbius Transformations", Transactions of the Amer. Math. Soc., Vol. 176(1973)
2. ↑  J. Gill, "Attractive Fixed Points and Continued Fractions", Mathematica Scandinavica, Vol. 33
3. ↑  J. Gill, "Use of Attractive Fixed Points to Accelerate the Convergence of Limit Periodic Continued Fractions", Proc. Amer. Math. Soc., Vol. 47
4. ↑  J. Gill, "Modifying Factors for Sequences of Linear Fractional Transformations", Proc. Royal Norwegian Soc. of Sci. & Letters, No. 3, 1978
5. ↑  J. Gill, "Use of Repulsive Fixed Points to Analytically Continue Certain Functions, Rocky Mtn. J. of Math., Vol. 21
6. ↑  J. Gill, Compositions of Analytic Func. of the Form Fn(z) = Fn−1(ƒn(z)), lim ƒn = ƒ, J. Comp. & Appl. Math. 4(1988)
7. ↑  J. Gill, "Use of the Seq. Fn = ƒn o . . . o ƒ1 to Compute Fixed Points of Cont. Frac., Products, & Series", J. Appl. Num. Math., 8(1991)

## Статті та інтерв'ю у журналах
Climbing(1976,1996,2000)(USA), Mountain(1977,1986)(Britain),Iwa To Yuki(1984,1992)(Japan),New Age Journal(1985)(USA),High(1986)(Britain),Outside(1989)(USA),Rock&Ice(1993,1997,2005))(USA), Flash Communique(1993)(USA),Roc’NWall(1995)(France),VBouldering(1995)(USA), Math Horizons(1997)(USA),RotPunkt(2000)(Germany), Klettern(2003)(Germany), GÓRY(2003)(Poland), Montana(2003)(Czech Republic),Outsider(2004)(Ireland),Alpinist(2005)(USA),Campobase(2006)(Spain), Urban Climber(2006)(USA),Hoogtelijn(2007)(Netherlands),Climb(2007)(Britain), Rock&Snow(2015)(Japan)

## Зовнішні посилання
- Офіційний сайт
- Джон Гілл на треніровці [Архівовано 27 травня 2019 у Wayback Machine.]
- palatinum.info [Архівовано 19 жовтня 2019 у Wayback Machine.]
- Інтерв'ю на theshortspan.com [Архівовано 24 лютого 2020 у Wayback Machine.]
- Інтерв'ю на climbing.lu
- Уроки математики / дослідницькі записки на researchgate.net